# Mehdi Bennani
Mehdi Bennani (Fez, Fez-Bulmán, 25 de agosto de 1983) es un piloto de automovilismo marroquí, que compite en campeonatos de turismos desde 2009. Ese año debutó en el WTCC y ganó seis carreras hasta el último año de este campeonato. En 2018 y 2019 corrió en WTCR y logró un triunfo. Ganó el campeonato de TCR Europeo 2020.
Es el único piloto marroquí que cuenta con una superlicencia de la FIA.

## Carrera

### Comienzos
Bennani comenzó en el karting, ganando el campeonato nacional en 2001. Acabó en segunda posición en el Campeonato de Europa de Karting en la clase 100 de la ACI. También ganó el Trofeo Fiat Palio marroquí en 2001.
Se trasladó a los monoplazas y fue subcampeón en la Fórmula BMW Asia en 2004, terminando 3.º.
En 2005 disputó la Fórmula Renault 3.5 Series con el equipo Avalon Formula. Al año siguiente compitió en el equipo EuroInternational, pero no pudo anotar ningún punto.
Compitió en Euroseries 3000 en 2007, finalizó 14.º en la clasificación final y obtuvo un 4° puesto como mejor resultado. En 2008 compitió en el Gran Premio Histórico de Pau, donde terminó 2.º.

### Campeonato Mundial de Turismos

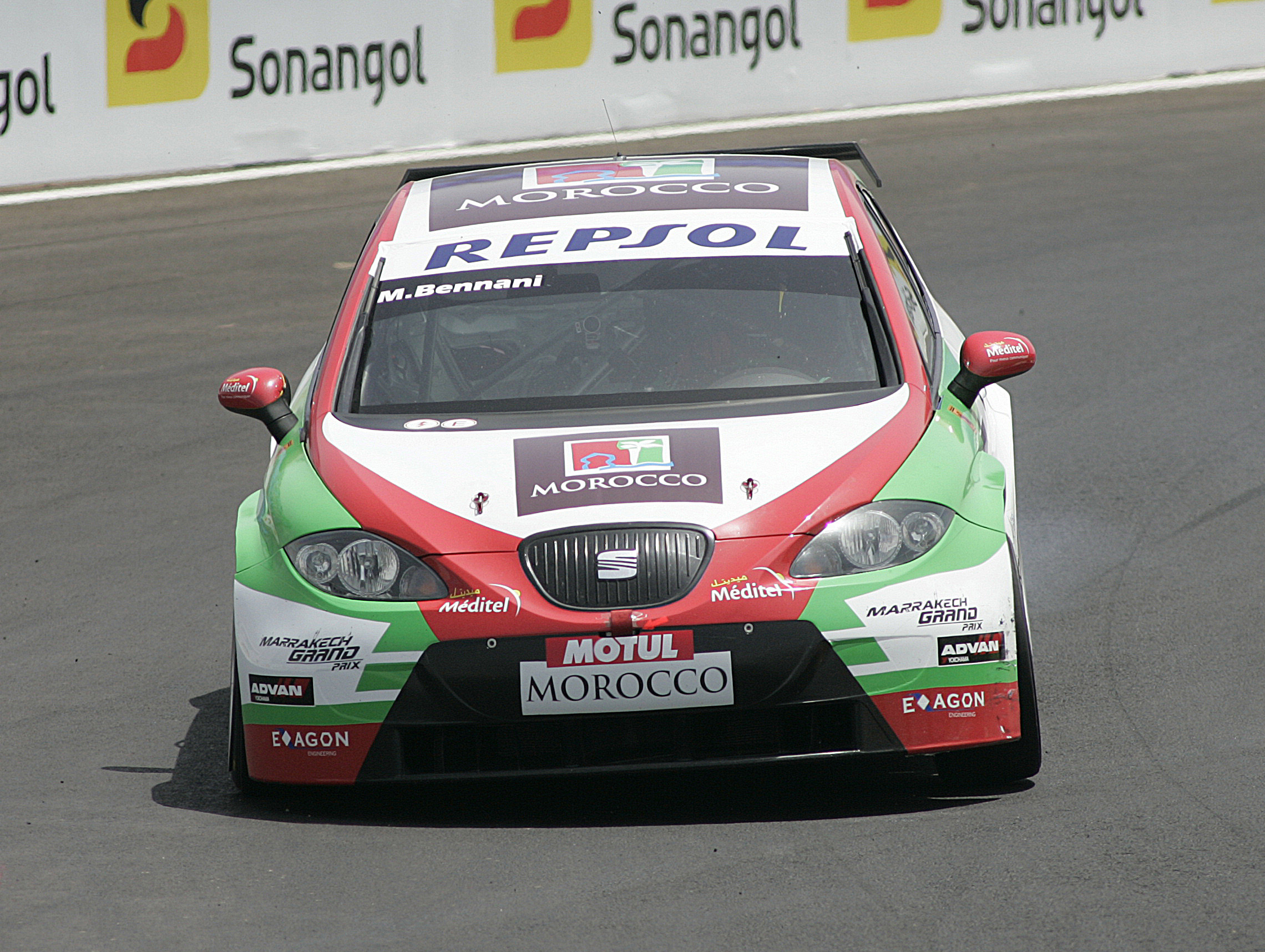
SEAT León de Bennani en la Temporada 2009.

#### Exagon Engineering (2009)
En mayo de 2009 Mehdi Bennani debutó en el WTCC, de local, en el Circuito Urbano de Marrakech, en un SEAT León 2.0 TFSI elaborado por Exagon Engineering. Se convirtió así en el primer norteafricano en competir en el Campeonato Mundial, en lo que fue la primera carrera en el continente. Se clasificó en el puesto 14 en la primera carrera, y terminó en noveno lugar en la segunda. Él compitió en cuatro fechas más para Exagon.

#### Wiechers-Sport (2010)

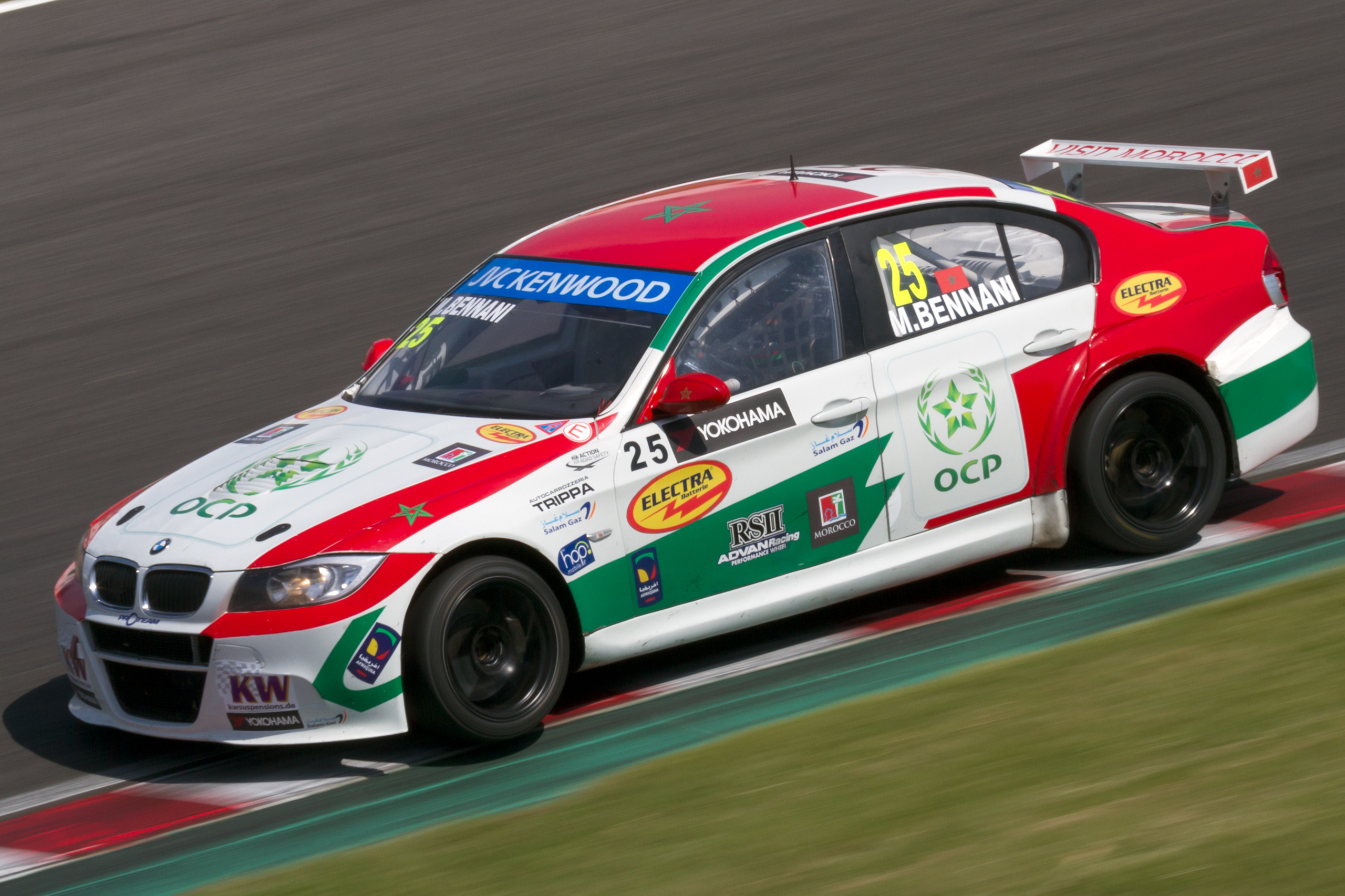
Mehdi sobre un BMW del Proteam Racing en Japón 2013.

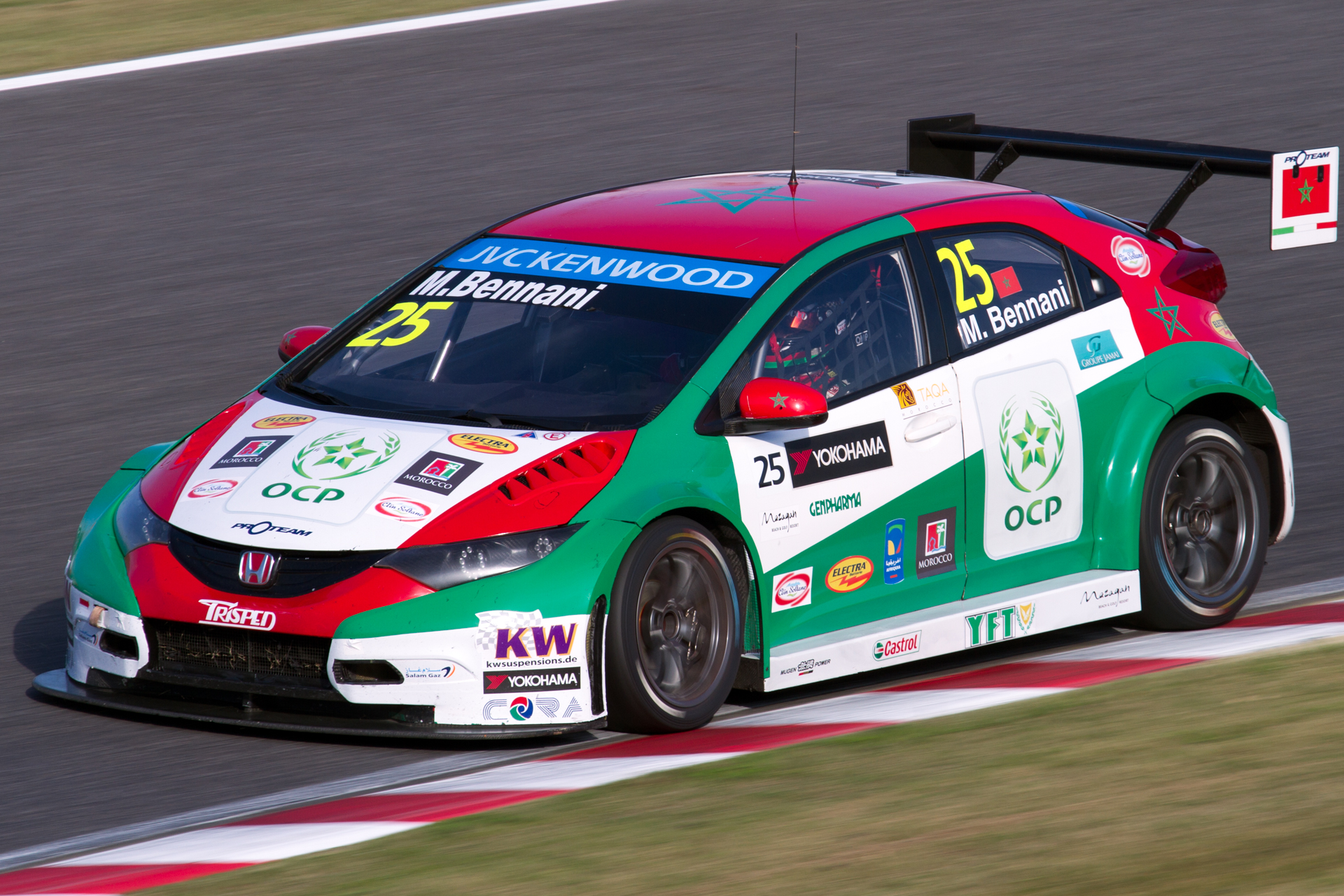
Mehdi Bennani en 2014, conduciendo un Honda Civic WTCC.

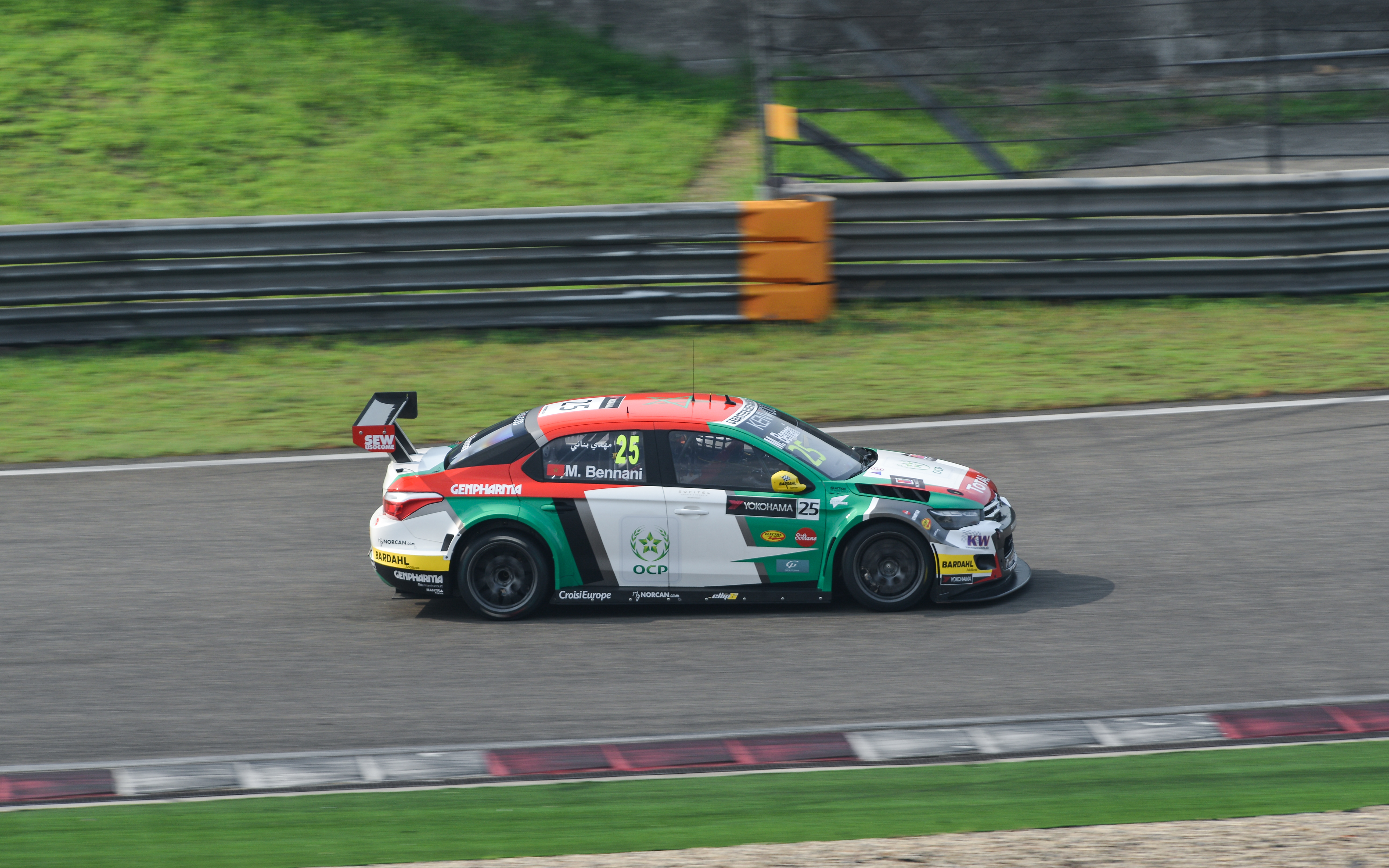
Bennani en la Carrera de China de 2016.

En 2010 Bennani debutó en el equipo alemán Wiechers-Sport en Brasil, con un 18.º puesto. Solo obtuvo 3 puntos y finalizó en el puesto 20 en la clasificación de pilotos general.

#### Proteam Racing (2011-2014)
El piloto marroquí se cambió al Proteam Racing para conducir un BMW 320 TCs. Su mejor resultado fue la 4 carrera del terneo, en Macao.
Bennani se quedó en Proteam para 2012. También se unió al equipo el español Isaac Tutumlu, hasta que salió después de la carrera de Eslovaquia, reduciendo el equipo al automóvil de Bennani. En la segunda carrera de Hungría obtuvo su primer podio, detrás del local Norbert Michelisz y el suizo Alain Menu.
Siguió en Proteam Racing para la temporada 2013, por tercer año consecutivo, obteniendo tres 2° puestos (en Hungría, Estados Unidos y Japón).
En 2014 Bennani obtuvo su primera victoria en WTCC, en la segunda carrera de Shanghái, con un Honda Civic. Mehdi terminó 11° en el campeonato de equipos.

#### Sébastien Loeb Racing (2015-2017)
Para 2015, Bennani firmó con el equipo Sébastien Loeb Racing cambiando el Civic por un Citroën C-Elysée WTCC. Tuvo una temporada constante, finalizando octavo, con 127 puntos.
En 2016, obtuvo su segunda y tercera victoria de su carrera en Hungaroring y Losail, respectivamente. Además, en septiembre ganó el Trofeo de Independientes.
Para el año 2017 continúa en el equipo del francés. Ganó la sexta carrera del año, en Hungaroring, la novena, en Vila Real, y la décima séptima, en Guia.

### TCR
En 2018 ingresó al nuevo campeonato de WTCR, formado tras la fusión del WTCC y el TCR International Series. Tanto en esa temporada como la siguiente, el marroquí fue piloto del Sébastien Loeb Racing, conduciento un Volkswagen Golf GTI TCR. Ganó la carrera 2 de Wuhan 2018.
En 2020 abandonó este campeonato, al igual que el equipo francés. Se trasladó al TCR Europeo con el equipo belga Comtoyou Racing. Debutó con un podio en Le Castellet. Volvió al podio en la cuarta ronda y repitió en la última carrera de la temporada. A pesar de no ganar ninguna carrera, Bennani ganó el campeonato con una ventaja de 28 puntos sobre el segundo, John Filippi, quien si ganó una carrera.

## Resultados

### Campeonato Mundial de Turismos
(Clave) (negrita indica pole position) (cursiva indica vuelta rápida)

| Año     | Equipo                | Automóvil             | 1         | 2         | 3         | 4        | 5         | 6         | 7        | 8         | 9         | 10        | 11        | 12        | 13        | 14        | 15       | 16        | 17        | 18        | 19       | 20        | 21       | 22        | 23        | 24        | Pos. | Puntos |
| ------- | --------------------- | --------------------- | --------- | --------- | --------- | -------- | --------- | --------- | -------- | --------- | --------- | --------- | --------- | --------- | --------- | --------- | -------- | --------- | --------- | --------- | -------- | --------- | -------- | --------- | --------- | --------- | ---- | ------ |
| 2009    | Exagon Engineering    | SEAT León TFSI        | BRA 1     | BRA 2     | MEX 1     | MEX 2    | MAR 1 9   | MAR 2 9   | FRA 1 18 | FRA 2 Ret | ESP 1 14  | ESP 2 23  | CZE 1     | CZE 2     | POR 1 DSQ | POR 2 Ret | GBR 1    | GBR 2     | GER 1     | GER 2     | ITA 1 13 | ITA 2 Ret | JPN 1    | JPN 2     | MAC 1     | MAC 2     | NC   | 0      |
| 2010    | Wiechers-Sport        | BMW 320si             | BRA 1 18  | BRA 2 12  | MAR 1 15  | MAR 2 9  | ITA 1 14  | ITA 2 17  | BEL 1 14 | BEL 2 19  | POR 1 Ret | POR 2 12  | GBR 1 19  | GBR 2 Ret | CZE 1 14  | CZE 2 16  | GER 1 14 | GER 2 Ret | ESP 1 Ret | ESP 2 16  | JPN 1 16 | JPN 2 19  | MAC 1 10 | MAC 2 12  |           |           | 20   | 3      |
| 2011    | Proteam Racing        | BMW 320 TC            | BRA 1 10  | BRA 2 Ret | BEL 1 Ret | BEL 2 11 | ITA 1 11  | ITA 2 20  | HUN 1 14 | HUN 2 14  | CZE 1 11  | CZE 2 10  | POR 1 16  | POR 2 18  | GBR 1 14  | GBR 2 9   | GER 1 11 | GER 2 Ret | ESP 1 Ret | ESP 2 12  | JPN 1 8  | JPN 2 18  | CHN 1 7  | CHN 2 11  | MAC 1 9   | MAC 2 6   | 16°  | 24     |
| 2012    | Proteam Racing        | BMW 320 TC            | ITA 1 Ret | ITA 2 14  | ESP 1 14  | ESP 2 10 | MAR 1 Ret | MAR 2 12  | SVK 1 11 | SVK 2 7   | HUN 1 4   | HUN 2 3   | AUT 1 17  | AUT 2 6   | POR 1 Ret | POR 2 Ret | BRA 1 13 | BRA 2 8   | USA 1 11  | USA 2 Ret | JPN 1 21 | JPN 2 7   | CHN 1 8  | CHN 2 5   | MAC 1 Ret | MAC 2 Ret | 10°  | 68     |
| 2013    | Proteam Racing        | BMW 320 TC            | ITA 1 17  | ITA 2 19  | MAR 1 18  | MAR 2 11 | SVK 1 10  | SVK 2 9   | HUN 1 5  | HUN 2     | AUT 1 4   | AUT 2 16  | RUS 1 11  | RUS 2 16  | POR 1 Ret | POR 2 10  | ARG 1 20 | ARG 2 21† | USA 1 18  | USA 2     | JPN 1 11 | JPN 2     | CHN 1 16 | CHN 2 14  | MAC 1 12  | MAC 2 Ret | 12°  | 80     |
| 2014    | Proteam Racing        | Honda Civic WTCC      | MAR 1 7   | MAR 2 DSQ | FRA 1 13  | FRA 2 5  | HUN 1 5   | HUN 2 DNS | SVK 1 15 | SVK 2 C   | AUT 1 7   | AUT 2 8   | RUS 1 11  | RUS 2 3   | BEL 1 13  | BEL 2 11  | ARG 1 9  | ARG 2 8   | BEI 1 9   | BEI 2 Ret | CHN 1 10 | CHN 2 1   | JPN 1 11 | JPN 2 Ret | MAC 1 19† | MAC 2 DNS | 11°  | 85     |
| 2015    | Sébastien Loeb Racing | Citroën C-Elysée WTCC | ARG 1 13  | ARG 2 5   | MAR 1 4   | MAR 2 12 | HUN 1 11  | HUN 2 Ret | GER 1 7  | GER 2 6   | RUS 1 14  | RUS 2 Ret | SVK 1 Ret | SVK 2 7   | FRA 1 9   | FRA 2 9   | POR 1 11 | POR 2 10  | JPN 1 7   | JPN 2 10  | CHN 1 5  | CHN 2 7   | THA 1 4  | THA 2 7   | QAT 1 2   | QAT 2 5   | 8°   | 127    |
| 2016    | Sébastien Loeb Racing | Citroën C-Elysée WTCC | FRA 1 2   | FRA 2 8   | SVK 1 2   | SVK 2 6  | HUN 1     | HUN 2 8   | MAR 1 6  | MAR 2 5   | GER 1 5   | GER 2 5   | RUS 1 9   | RUS 2 10  | POR 1 4   | POR 2 8   | ARG 1 8  | ARG 2 7   | JPN 1 16  | JPN 2 4   | CHN 1 11 | CHN 2 3   | THA 1 C  | THA 2 C   | QAT 1 16  | QAT 2 1   | 5°   | 206    |
| 2017    | Sébastien Loeb Racing | Citroën C-Elysée WTCC | MAR 1 3   | MAR 2 6   | ITA 1 NC  | ITA 2 7  | HUN 1 7   | HUN 2 1   | GER 1 2  | GER 2 6   | POR 1     | POR 2 7   | ARG 1 2   | ARG 2 5   | CHN 1 Ret | CHN 2 16  | JPN 1 5  | JPN 2 6   | MAC 1     | MAC 2 7   | QAT 1 2  | QAT 2 Ret |          |           |           |           | 6°   | 234    |
| Fuente: |                       |                       |           |           |           |          |           |           |          |           |           |           |           |           |           |           |          |           |           |           |          |           |          |           |           |           |      |        |

### Copa Mundial de Turismos
(Clave) (negrita indica pole position) (cursiva indica vuelta rápida)

| Año     | Equipo                              | Auto                        | 1   | 2   | 3   | 4   | 5   | 6   | 7   | 8   | 9   | 10  | 11  | 12  | 13  | 14  | 15  | 16  | 17  | 18  | 19  | 20  | 21  | 22  | 23  | 24  | 25  | 26  | 27  | 28  | 29  | 30  | Pos. | Pts. |
| ------- | ----------------------------------- | --------------------------- | --- | --- | --- | --- | --- | --- | --- | --- | --- | --- | --- | --- | --- | --- | --- | --- | --- | --- | --- | --- | --- | --- | --- | --- | --- | --- | --- | --- | --- | --- | ---- | ---- |
| 2018    |                                     |                             | MAR | MAR | MAR | HUN | HUN | HUN | ALE | ALE | ALE | NED | NED | NED | POR | POR | POR | SVK | SVK | SVK | CHN | CHN | CHN | CHW | CHW | CHW | JAP | JAP | JAP | MAC | MAC | MAC | 12°  | 155  |
| 2018    | Sébastien Loeb Racing               | Volkswagen Golf GTI TCR SEQ | 9   | 2   | 6   | 10  | 7   | 17  | 13  | 10  | 9   | 8   | 5   | 8   | Ret | WD  | WD  | 21  | Ret | Ret | 5   | 2   | 10  | 13  | 1   | 9   | 5   | 8   | 4   | 15  | 10  | Ret | 12°  | 155  |
| 2019    |                                     |                             | MAR | MAR | MAR | HUN | HUN | HUN | SVK | SVK | SVK | NED | NED | NED | ALE | ALE | ALE | POR | POR | POR | CHN | CHN | CHN | JAP | JAP | JAP | MAC | MAC | MAC | MYS | MYS | MYS | 25°  | 40   |
| 2019    | Sébastien Loeb Racing VW Motorsport | Volkswagen Golf GTI TCR SEQ | Ret | Ret | 12  | 16  | Ret | 15  | Ret | 14  | 19  | 6   | 16  | 13  | 15  | 16  | 16  | 22  | 19  | 14  | 20  | 11  | 14  | 24  | 27  | Ret | 17  | Ret | 18  | 12  | 13  | 17  | 25°  | 40   |
| 2022    |                                     |                             | FRA | FRA | ALE | ALE | HUN | HUN | ESP | ESP | POR | POR | ITA | ITA | ALS | ALS | BAR | BAR | ARA | ARA |     |     |     |     |     |     |     |     |     |     |     |     | 11°  | 112  |
| 2022    | Comtoyou Team Audi Sport            | Audi RS3 LMS TCR (2021)     | 10  | Ret | C   | C   | 13  | Ret | 10  | 9   | 7   | 6   | 10  | 9   | 11  | 2   | 7   | 8   |     |     |     |     |     |     |     |     |     |     |     |     |     |     | 11°  | 112  |
| Fuente: |                                     |                             |     |     |     |     |     |     |     |     |     |     |     |     |     |     |     |     |     |     |     |     |     |     |     |     |     |     |     |     |     |     |      |      |

#### WTCR Trophy
| Año  | Equipo                   | Auto                    | 1   | 2   | 3   | 4   | 5   | 6   | 7   | 8   | 9   | 10  | 11  | 12  | 13  | 14  | 15  | 16  | 17  | 18  | Pos. | Pts. |
| ---- | ------------------------ | ----------------------- | --- | --- | --- | --- | --- | --- | --- | --- | --- | --- | --- | --- | --- | --- | --- | --- | --- | --- | ---- | ---- |
| 2022 |                          |                         | FRA | FRA | ALE | ALE | HUN | HUN | ESP | ESP | POR | POR | ITA | ITA | ALS | ALS | BAR | BAR | ARA | ARA | 3.º  | 91   |
| 2022 | Comtoyou Team Audi Sport | Audi RS3 LMS TCR (2021) | 1   | Ret | C   | C   | 2   | Ret | 2   | 3   | 2   | 2   | 3   | 3   | 4   | 2   | 2   | 2   |     |     | 3.º  | 91   |

### TCR Europe Touring Car Series
(Clave) (negrita indica pole position) (cursiva indica vuelta rápida)

| Año  | Equipo                | Auto                    | 1   | 2   | 3   | 4   | 5   | 6   | 7   | 8   | 9   | 10  | 11  | 12  | 13  | 14  | Pos. | Pts. |
| ---- | --------------------- | ----------------------- | --- | --- | --- | --- | --- | --- | --- | --- | --- | --- | --- | --- | --- | --- | ---- | ---- |
| 2020 |                       |                         | LEC | LEC | ZOL | ZOL | MON | MON | BAR | BAR | SPA | SPA | JAR | JAR |     |     | 1°   | 285  |
| 2020 | Comtoyou Racing       | Audi RS3 LMS TCR (2017) | 2   | 5   | Ret | 5   | Ret | 8   | 5   | 3   | 6   | 16  | 4   | 2   |     |     | 1°   | 285  |
| 2021 |                       |                         | SVK | SVK | LEC | LEC | ZAN | ZAN | SPA | SPA | NUR | NUR | MON | MON | BAR | BAR | 5°   | 252  |
| 2021 | Sébastien Loeb Racing | Hyundai Elantra N TCR   | 6   | 1   | 18  | 6   | 12  | 6   | 2   | 9   | 11  | 14  | 21† | 12  | 10  | 2   | 5°   | 252  |

### TCR BeNeLux Touring Car Championship
(Clave) (negrita indica pole position) (cursiva indica vuelta rápida)

| Año  | Equipo          | Auto                    | 1   | 2   | 3   | 4   | 5   | 6   | 7   | 8   | Pos. | Pts. |
| ---- | --------------- | ----------------------- | --- | --- | --- | --- | --- | --- | --- | --- | ---- | ---- |
| 2020 |                 |                         | ZOL | ZOL | MON | MON | BAR | BAR | SPA | SPA | 2°   | 246  |
| 2020 | Comtoyou Racing | Audi RS3 LMS TCR (2017) | Ret | 1   | Ret | 2   | 2   | 2   | 2   | 4   | 2°   | 246  |

### TCR World Tour
(Clave) (negrita indica pole position) (cursiva indica vuelta rápida)

| Año  | Equipo             | Auto              | 1   | 2   | 3   | 4   | 5   | 6   | 7   | 8   | 9   | 10  | 11  | 12  | 13  | 14  | Pos. | Pts. |
| ---- | ------------------ | ----------------- | --- | --- | --- | --- | --- | --- | --- | --- | --- | --- | --- | --- | --- | --- | ---- | ---- |
| 2024 |                    |                   | VAL | VAL | MAR | MAR | MID | MID | INT | INT | EPI | EPI | ZHU | ZHU | MAC | MAC | °    |      |
| 2024 | Team Clairet Sport | Cupra León VZ TCR |     |     | 11  | 10  |     |     |     |     |     |     |     |     |     |     | °    |      |